# Kef Lahmar
Kef Lahmar (em árabe: الكاف الاحمر) é um município localizado na província de El Bayadh, Argélia. Segundo o censo de 2008, a população total da cidade era de 7 566 habitantes.